# Phi1 Lupi
Phi1 Lupi (φ1 Lupi / φ1 Lup) è una stella nella costellazione del Lupo, distante 275 anni luce dal sistema solare. La sua magnitudine apparente è +3,58, che la rende la nona stella più brillante della costellazione.
Di classe spettrale K5III, si tratta di una gigante arancione che, a differenza di altre stelle della costellazione, non fa parte della giovane Associazione Scorpius-Centaurus, ma bensì dell'Associazione di Zeta Herculis, un'associazione stellare piuttosto vecchia che prende il nome da Zeta Herculis, che ha un'età stimata di diversi miliardi di anni.
Due deboli stelle di magnitudine 15 accompagnano la gigante arancione, ad una distanza apparente di 17 secondi d'arco circa.